# Mistelbach (Germania)
Mistelbach è un comune tedesco di 1 603 abitanti, situato nel land della Baviera.